# Cantar de ciegos
Cantar de ciegos es una colección de relatos del escritor mexicano Carlos Fuentes, publicado en 1964 por la editorial Joaquín Mortiz dentro de la Serie del volador. Incluye siete relatos: "Las dos Elenas". "La muñeca reina", "Fortuna lo que ha querido", "Vieja moralidad", "El costo de la vida", "Un alma pura" y "A la víbora de la mar".
El título del libro está tomado de las cantigas de ciegos incluidas en el Libro de Buen Amor del arcipreste de Hita. 

## Versiones
Varios relatos fueron llevados al cine, así, por ejemplo: Un alma pura de Juan Ibáñez con Enrique Rocha, Arabella Arbenz y Leonora Carrington (1965); Las dos Elenas de José Luis Ibáñez, con Julissa y Enrique Álvarez Félix (1965); Muñeca reina de Sergio Olhovich, con Ofelia Medina, Enrique Rocha y Helena Rojo (1972); Vieja moralidad de Orlando Merino, con Jorge Russek, Liliana Abud y Rodrigo Vidal (1988); y de nuevo en el año 2001 Las dos Elenas, como película para la televisión argentina.